# Conzett Bronzini Gartmann
Conzett Bronzini Gartmann war ein Schweizer Ingenieurbüro, das im Jahr 1998 von Jürg Conzett, Gianfranco Bronzini und Patrick Gartmann in Chur gegründet wurde.

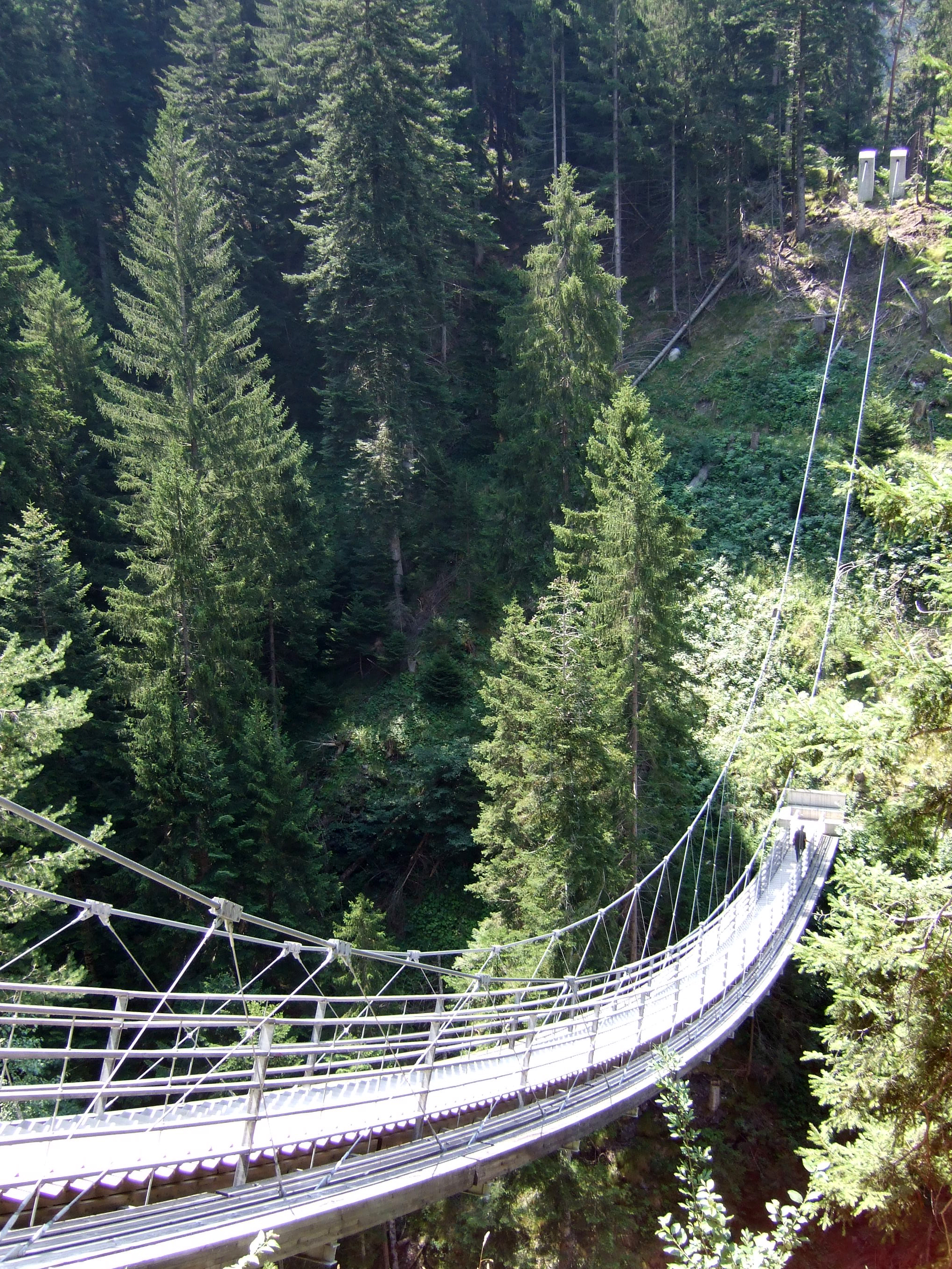
2. Traversinersteg

## Geschichte
1998 gründeten Jürg Conzett, Gianfranco Bronzini und Patrick Gartmann das Churer Ingenieurbüro Conzett Bronzini Gartmann. 2015 wurde das Büro geschlossen und es entstanden daraus die beiden Ingenieurbüros Conzett Bronzini Partner und Ferrari Gartmann, beide in Chur.

## Partner

### Jürg Conzett
Jürg Conzett (* 28. September 1956 in Aarau) studierte zwischen 1975 und 1977 Bauingenieurwesen an der EPF Lausanne und zwischen 1978 und 1980 an der ETH Zürich. Von 1981 bis 1987 war er im Atelier von Peter Zumthor tätig. 1988 machte Conzett sich als Bauingenieur in Haldenstein selbständig, war ab 1992 Teilhaber im Ingenieurbüro Branger & Conzett und ab 1997 im Ingenieurbüro Conzett Bronzini Gartmann in Chur. Seit 2015 wurde daraus Conzett Bronzini Partner.
zum ausführlichen Lebenslauf: Jürg Conzett

### Gianfranco Bronzini
Gianfranco Bronzini (* 12. Januar 1967) schloss 1986 eine vierjährige Lehre als Tiefbauzeichner ab. Von 1986 bis 1989 besuchte er die Bauingenieurschule Technikum Rapperswil und diplomierte bei U. Oelhafen. Von 1989 bis 1993 arbeitete Bronzini im Ingenieurbüro Caprez. Von 1994 bis 1996 war er für das Ingenieurbüro Branger & Conzett aus Chur tätig. 1994 bis 2000 war er Dozent für Massivbau an der IbW Chur. Von 1996 bis 1998 war er Teilhaber des Ingenieurbüros Branger, Conzett & Partner. 1998 war er Mitgründer von Conzett Bronzini Gartmann. Seit 2015 arbeitet er mit Jürg Conzett unter dem Namen Conzett Bronzini Partner zusammen. Von 1999 bis 2004 war Gianfranco Bronzini Dozent an der HTW Chur.
zum ausführlichen Lebenslauf: Gianfranco Bronzini

### Patrick Gartmann
Patrick Gartmann (* 1968) studierte Bauingenieurwesen an der Hochschule für Technik und Wirtschaft Chur und diplomierte dort 1994. Im Anschluss studierte er Architektur u. a. bei Jürg Ragettli und Valerio Olgiati an der selbigen Hochschule und diplomierte dort 1998. Von 1997 bis 2015 war Gartmann Teilhaber des Ingenieurbüros Conzett Bronzini Gartmann in Chur. Seit 2015 ist er Teilhaber des Ingenieurbüros Ferrari Gartmann. Von 1998 bis 2000 war er Assistent von Gastdozent Valerio Olgiati an der ETH Zürich. Er war Dozent an der HTW Chur (2001–2005) und Dozent an der Hochschule für Technik und Architektur Luzern (2006–2008). Patrick Gartmann ist Vorstandsmitglied im Bündner Heimatschutz und Mitglied im Bund Schweizer Architekten.

## Bauten

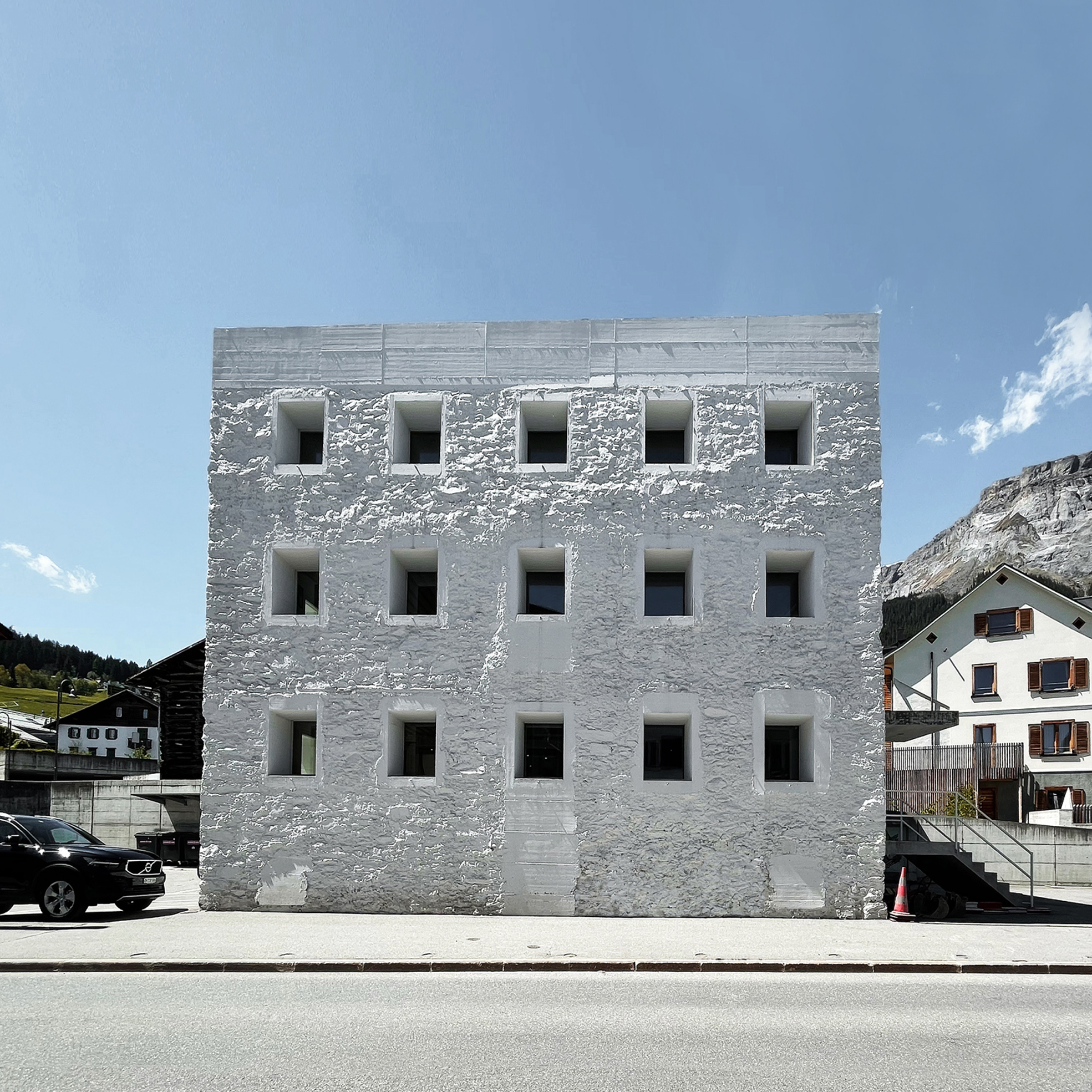
Gelbes Haus, Flims

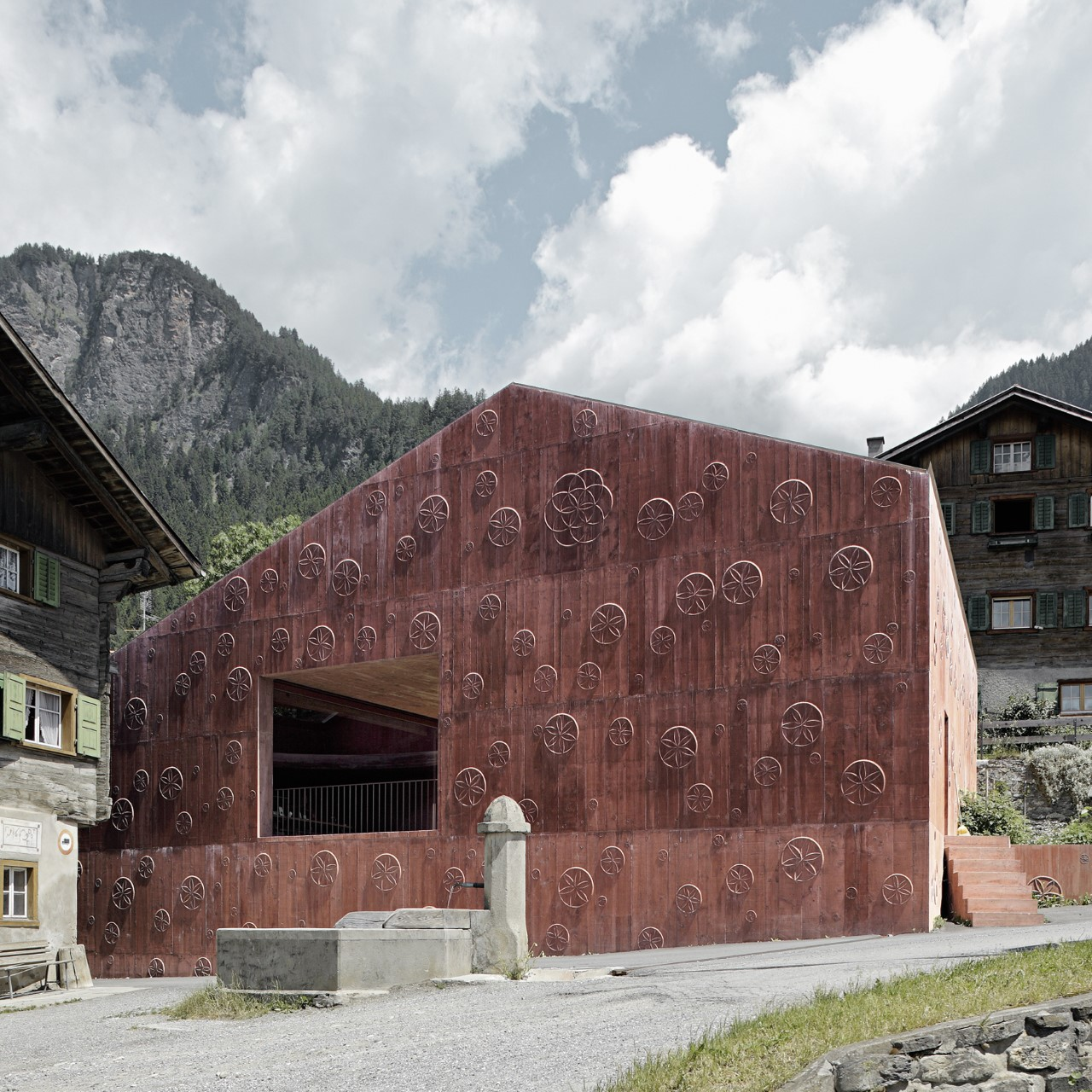
Atelier Bardill, Scharans

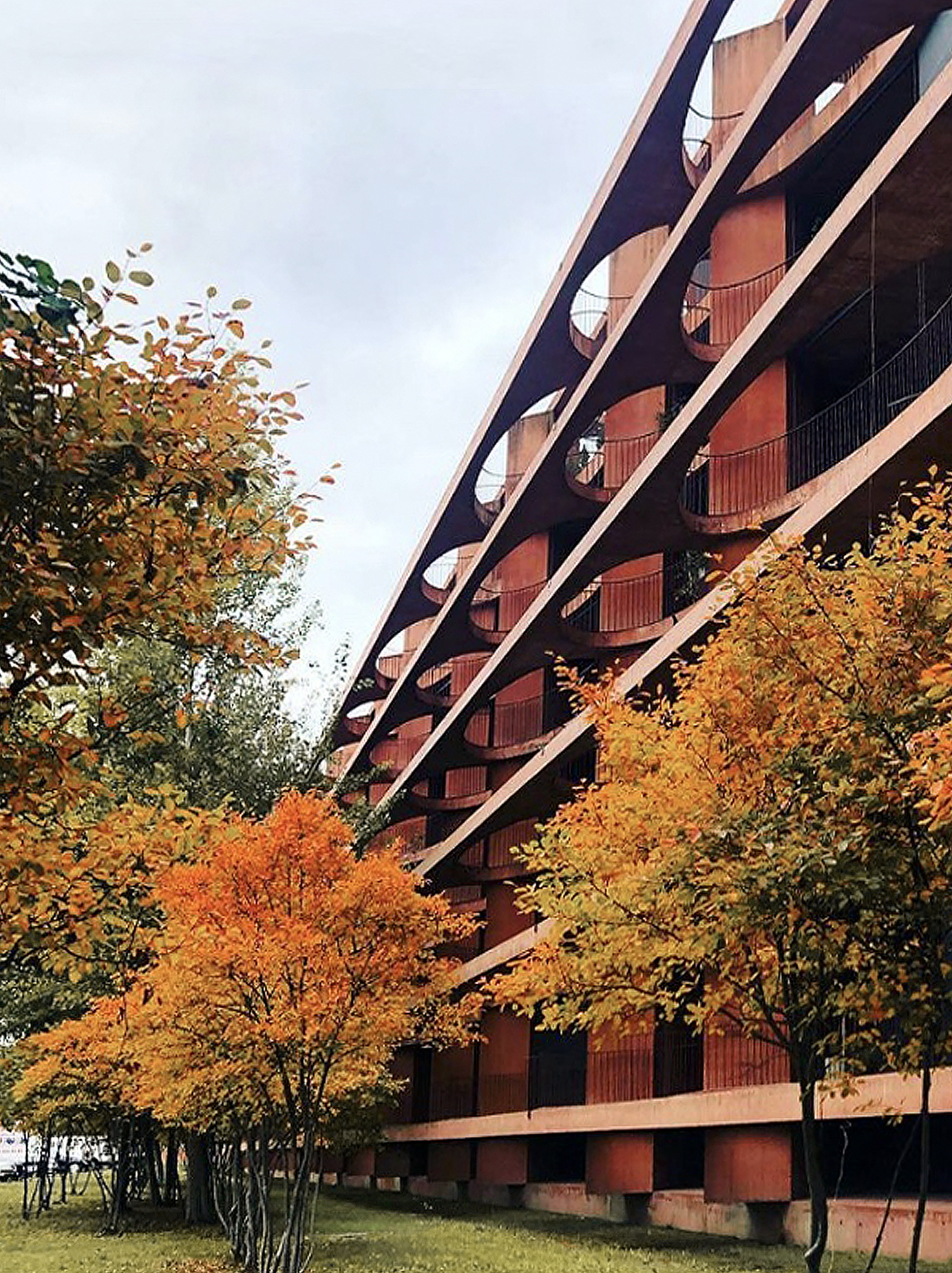
Zug-Schleife, Zug

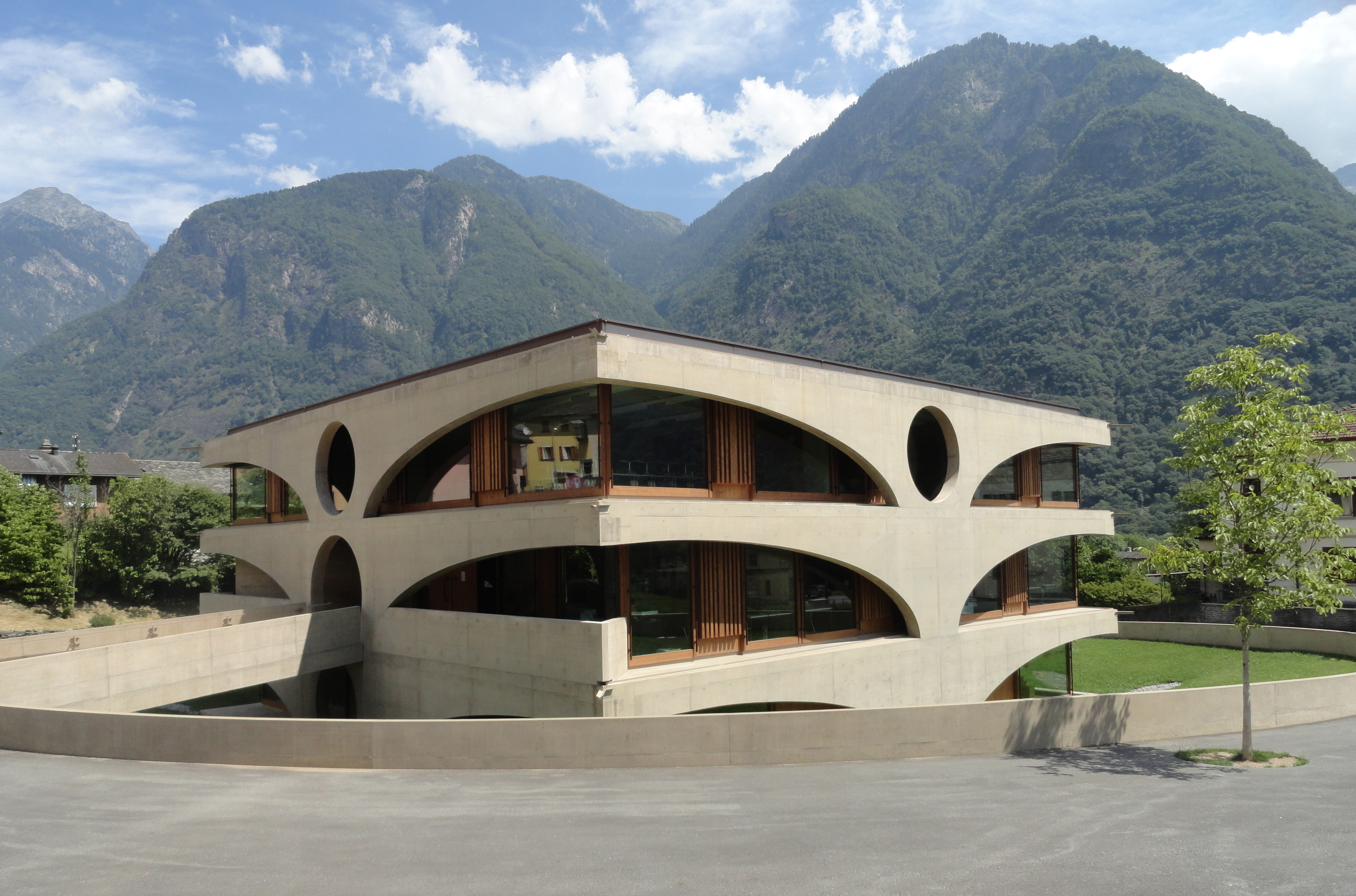
Schulhaus, Grono

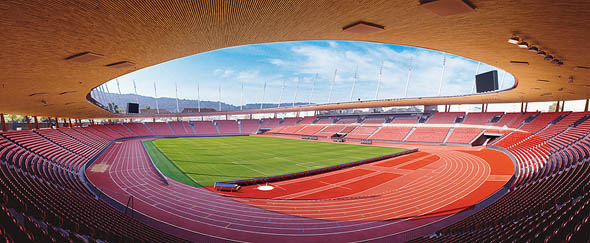
Letzigrund, Zürich

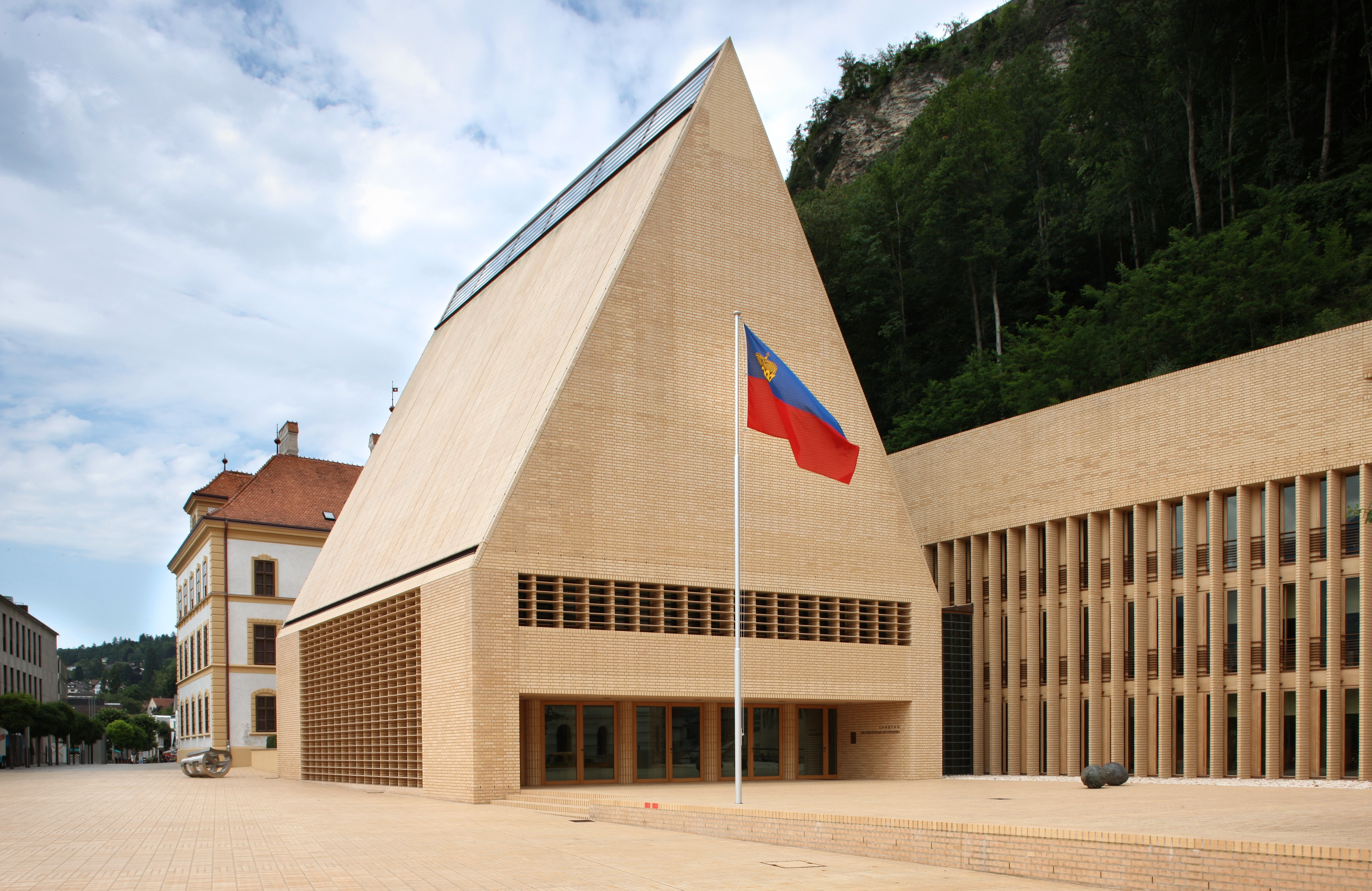
Landtagsgebäude, Liechtenstein

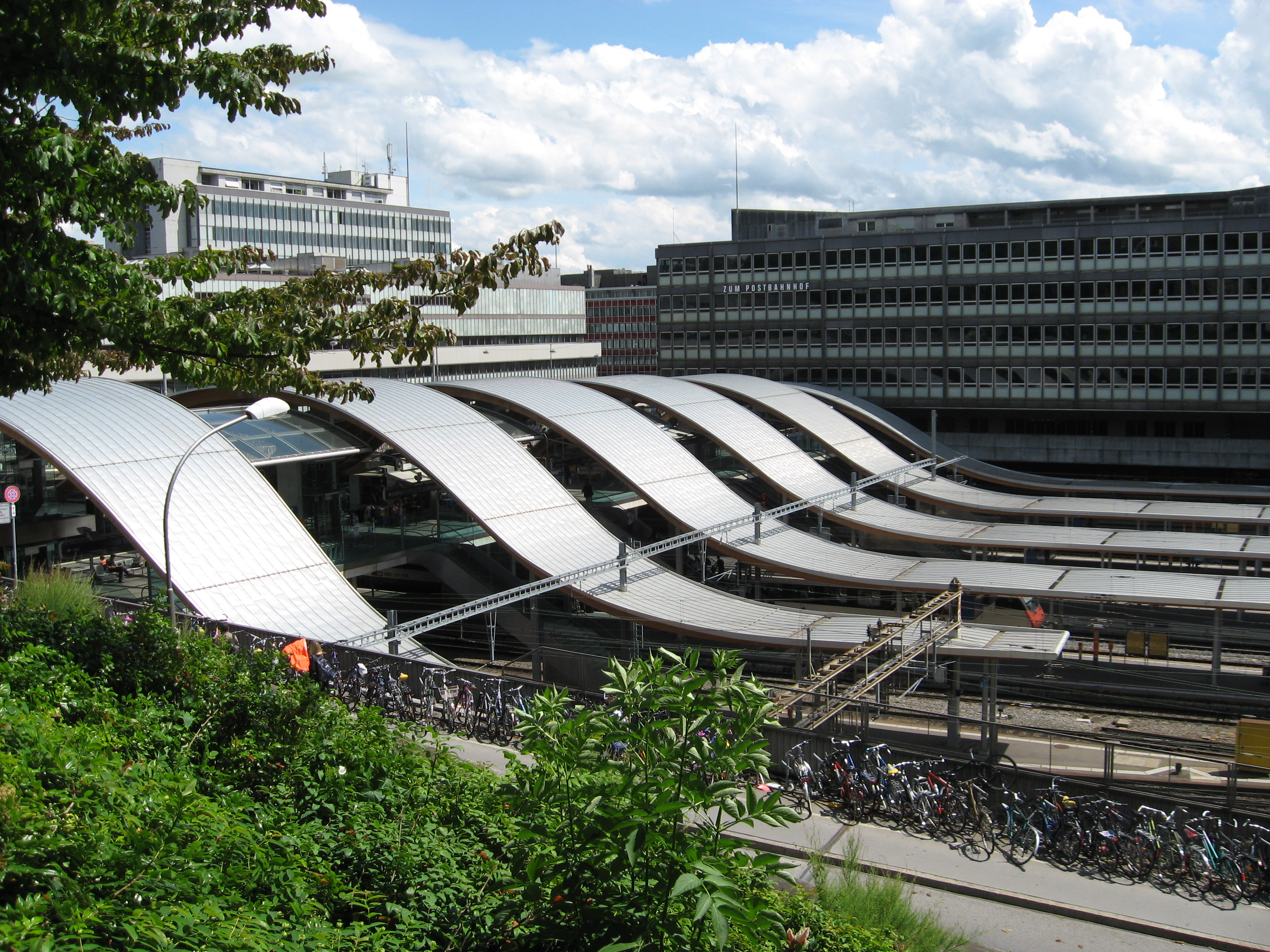
Welle von Bern

- 1990–1999: Erweiterung und Neubau Holzfachschule Biel (Architekt: Meili Peter)[1]
- 1998–1999: Erschliessungssystem der Burg Gräpplang, Flums (Architekt: Michael Hemmi)[2]
- 1999: Gelbe Haus, Flims (Architekt: Valerio Olgiati)
- 1999: Pùnt da Suransuns, Viamala
- 1995–2000: Swiss Re - Centre for Global Dialogue (Architekt: Meili Peter, Landschaftsarchitekt: Kienast Vogt + Partner)
- 1996–2000: Volta-Schulhaus, Basel (Architekt: Miller Maranta)
- 2000: Rossboden Garage, Chur (Architekt: Conradin Clavuot)
- 2000: Stellwerk Vorbahnhof, Zürich (Architekt: Gigon Guyer)
- 2001–2002: Erweiterung Wohnhaus, Bad Ragaz (Architekt: Pablo Horváth)[3]
- 2002: Wohn- und Atelierhaus Zumthor, Haldenstein (Architekt: Peter Zumthor)
- 2002: Markthalle, Aarau (Architekt: Miller Maranta)[4]
- 2002: Pont sur la Coupure, Flandern
- 2001–2004: Erweiterung Villa Garbald, Castasegna (Architekt: Miller Maranta)
- 2001–2005: Haus K+N, Wollerau (Architekt: Valerio Olgiati)
- 2005: 2. Traversinersteg, Viamala (1999: Zerstörung durch Felssturz)
- 2005: Welle von Bern
- 2002–2006: Hardturm Stadion, Zürich (Architekt: Meili Peter)
- 2005–2007: Letzigrund, Zürich (Architekt: Bétrix & Consolascio mit Frei & Ehrensperger)
- 2007: Atelier Bardill, Scharans (Architekt: Valerio Olgiati)
- 2002–2008: Landtagsgebäude, Vaduz (Architekt: Hansjörg Göritz)
- 2008–2009: Eingangsbereich des Grossratsgebäudes, Chur (Architekt: Valerio Olgiati)
- 2009: Umbau und Aufstockung Altes Hospiz, St. Gotthard (Architekt: Miller Maranta)[5]
- 2009: Valserrheinbrücke, Vals
- 2010: Aaresteg Mülimatt, Windisch
- 2010: Aarestege Rupperswil und Auenstein, Rupperswil, Auenstein
- 2007–2014: Stöckli Weiermatt, (Architekt: Pascal Flammer)[6]
- 2006–2011: Zug-Schleife, Zug (Architekt: Valerio Olgiati und Landschaftsarchitekt Maurus Schifferli)
- 2007–2011: Schulhaus Grono (Architekt: Raphael Zuber)
- 2008–2011: Hörsaal Weber, Landquart (Architekt: Valerio Olgiati)[7]
- 2005–2012: Bundesverwaltungsgericht, St. Gallen (Architekt: Staufer & Hasler)
- 2007–2012: Sanierung Schulhaus Feldli, St. Gallen (Architekt: Andy Senn)
- 2013: Wohnhaus, Arosa (Architekt: Men Duri Arquint)[8]
- 2013: Baufeld E, Europaallee Zürich (Architekt: Caruso St. John und Bosshard Vaquer)
- 2013: Bundesstrafgericht, Bellinzona (Architekt: Bearth Deplazes und Durisch Nolli)
- 2013: Wohnhaus, Flims (Architekt: Peter Kunz)
- 2013: Trutg dil Flem, Flims
- 2013: Pavillon Museum Rietberg, Zürich (Architekt: Shigeru Ban)
- 2014: Hallenbad, St. Moritz (Architekt: Bearth Deplazes und Morger Dettli)
- 2015: Fussgängerbrücken Murg-Auen-Park, Frauenfeld

## Auszeichnungen und Preise
- mehrere Neues Bauen in den Alpen Preise
- mehrere Architekturpreise Beton
- mehrere Schweizer Holzbaupreise
- mehrere Auszeichnungen für gute Bauten Graubünden
- 2012: Architektur- und Ingenieurpreis erdbebensicheres Bauen für Schulhaus Grono

## Filmografie

### Jürg Conzett
- siehe: Jürg Conzett

### Gianfranco Bronzini
- siehe: Gianfranco Bronzini

### Patrick Gartmann
- 2011: Wohnen im Betonwürfel in den Schweizer Alpen | euromaxx